# John Higgins
John Higgins (Wishaw, North Lanarkshire, Skócia, 1975. május 18. –) skót profi snookerjátékos. Négy világbajnoki győzelmével (1998, 2007, 2009 és 2011) a modern snooker - nemzedéktársával, Ronnie O’Sullivannel együtt - negyedik legeredményesebb játékosa Stephen Hendry (7), Steve Davis (6) és Ray Reardon (6) után. A mai napig 33 ranglistagyőzelmet aratott és 1037 hivatalos százas break-et ért el, közte 13 maximumot.
Miután 1992-ben profivá vált, az 1994/1995-ös idényre ő lett az első tizenéves, aki három pontszerző versenyt nyert egy szezonban. Már a harmadik szezonjában a 11. helyre jutott a ranglistán. Az 1996-os UK Championship tornán 10-9 arányban veszített a döntőben a hatszoros világbajnok Hendry-vel szemben. Két évvel később megnyerte első világbajnoki címét, 18-11-re legyőzve a címvédő Ken Doherty-t. A győzelem eredményeképpen először lett első a világranglistán, letaszítva a nyolc éve uralkodó Hendry-t. A következő szezonban megnyerte az 1998-as UK Championship-et és az 1999-es Masters-t is, így Davis és Hendry után ő lett harmadik játékos, aki egyidejűleg birtokolta a világbajnoki, a UK és a Masters címet.
Davis és Hendry korábbi egyeduralmával ellentétben Higgins csak két évig tartotta meg az első helyet; 2007-ben tudta csak visszaszerezni a rövid időre visszatérő Hendry-től, míg a közbeeső időszakban két-két alkalommal Mark Williams és Ronnie O’Sullivan vezette a ranglistát. Az első helyre azután került ismét, hogy kilenc évvel az első után megnyerte második világbajnoki címét is, a döntőben Mark Selby ellen aratott 18-13-as győzelmével. Ez volt a leghosszabb szünet két világbajnoki cím között a névrokon Alex Higgins két címe óta (1972–1982). A harmadik vb-cím két évvel később következett Shaun Murphy 18-9-es legyőzésével, így Higgins lett a kilencedik játékos, aki háromszor vagy többször lett világbajnok.
Miután a 2009/2010-es szezon végére karrierje során harmadszor is a világranglista élére került, Higgins egy bulvárlap támadásának célpontja lett, melynek eredményeként 6 hónapra eltiltották a sznúkertől. Egy vizsgálat kiderítette, hogy miután megpróbálták rávenni a fogadási szabályok megsértésére, Higgins ezt nem jelentette és úgy tűnt, mintha elfogadná az ajánlatot. A játékos a 2010/2011-es szezon folyamán tért vissza, megnyerve az UK Championship-et és negyedszerre is feljutva a világranglista csúcsára. Édesapja halála után Higgins egy érzelmileg nehéz időszakban nyerte meg negyedik világbajnoki címét, 18-15 arányban diadalmaskodva Judd Trump felett.

## Pályafutása

### Korai évek
Higgins 1992-ben lett profi, és első tornáját 1994-ben nyerte, ahol a döntőben Dave Harold-ot győzte le 9–6-ra a Grand Prix döntőjében. Ezt a sikert a British Open és az International Open megnyerése követte 1995-ben, így ő lett az első tizenéves, aki egy szezonban három ranglistaversenyt is nyert (1994/95). Az 1996-os UK Championship döntőjében 4–8-as hátrányból fordított 9-8-as vezetésre Stephen Hendry ellen, és csak 9–10 arányban maradt végül alul.
1998-ban Higgins megnyerte első világbajnoki címét, legyőzve Jason Fergusont, Anthony Hamiltont, John Parrott-ot és Ronnie O'Sullivan-t, majd a döntőben 18-12 arányban a címvédő Ken Doherty-t is. A torna folyamán a rekordnak számító 14 százas break-et ért el (ezt később Stephen Hendry múlta felül a 2002-es világbajnokságon 16 százassal). A győzelem élete első világelsőséget jelentette, véget vetve Hendry nyolcéves egyeduralkodásának.

### Az első világbajnoki cím után
Az 1998/1999-es szezon folyamán Higgins megnyerte a UK Championship-et és a Masterst Matthew Stevens 10-6-os illetve Ken Doherty 10-8-as legyőzésével, így ő lett a harmadik játékos Steve Davis és Stephen Hendry után, aki egyidejűleg birtokolta világbajnoki, a UK és a Masters címet (ehhez az elit csoporthoz csatlakozott később Mark Williams). Ezen felül ő annak az öt játékosnak az egyike, aki egy naptári évben elhódította a vb-címet és a UK bajnoki címet (1998); a többiek Steve Davis, Stephen Hendry, John Parrott és Ronnie O'Sullivan.
Higgins két évig maradt világelső, miután Mark Williams előzte meg az 1999/2000-res szezon végén. Higgins és Williams találkozott az 1999-es Grand Prix döntőjében, ahol Higgins 2-6-os hátrányból fordítva 9-8-ra győzött; a 2000-es világbajnoki elődöntőben, ahol Higgins 15–17 arányban veszített, miután 14–10-es előnyét nem sikerült megtartania az utolsó szakaszban; és a 2000-res UK Championship döntőben, ami Higgins 10–4-es győzelmével és így második UK címével zárult.
2001-ben bejutott a világbajnoki döntőbe, de 14–18 arányban alulmaradt Ronnie O'Sullivan-nel szemben. A 2001/2002-es szezon kezdetén Higgins lett az első játékos, aki a szezon első három versenyét megnyerte a Champions Cup-ot, a Scottish Masters-t (mindkettő meghívásos esemény), és a British Open-t. Higgins ezután nem nyert komolyabb tornát 2004-ig, amikor is megszerezte negyedik British Open győzelmét.
A 2005-ös Grand Prix döntőben Higgins 9-2-re legyőzte Ronnie O'Sullivan-t. Ezzel a mérkőzéssel ő lett az első játékos, aki egy ranglistaversenyen egymás után négy frame-ben ért el 100-as break-et: 103-mat, 104-et, 138-at és 128-at a 7-10 frame-ekben. Higgins 494 pontot szerzett zsinórban, ami akkor rekordnak számított (Ding Junhui döntötte ezt meg 495 ponttal Stephen Hendry ellen a 2007-es Premier Ligában). Higgins és O'Sullivan a 2005-ös és 2006-os Masters döntőben is találkoztt. Higgins 3–10-re kikapott 2005-ben. 2006-ban elvesztett az első három, majd megnyerte a következő öt frame-et, így az első szakasz után vezetett. O'Sullivan az este folyamán kiegyenlített, majd döntő frame-re került sor, mely Higgins győzelmével zárult (10-9), másodjára nyerve meg a tornát

### A második és harmadik világbajnoki cím

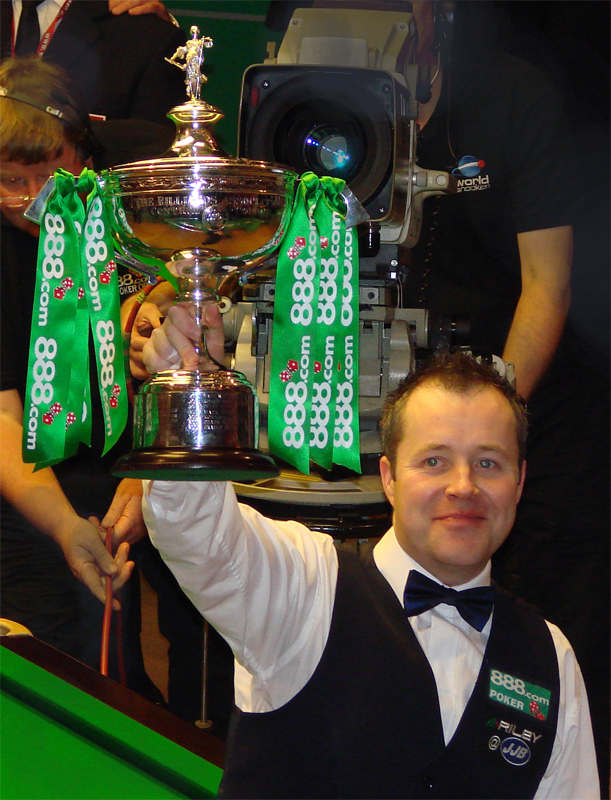
John Higgins a 2007-es VB trófeával

A 2007-es világbajnokságon Higgins Michael Holtot, Fergal O’Brient, Ronnie O’Sullivant és Stephen Maguire-t győzte le a döntőbe vezető úton. A Maguire ellen vívott elődöntő 29. frame-jében lökött 122-es break volt az 1000. százas a sheffieldi Crucible Színházban, mióta 1977-ben ide helyezték a világbajnoki tornát. Higgins ezen a mérkőzésen 10-14-ről fordítva nyert 17-15-re. A döntőben Higgins 12-4-es előnyre tett szert Mark Selby ellen, de a második napon Selby egyetlen frame hátrányra zárkózott fel. Ekkor Higgins visszazökkent korábbi formájába, és négy egymást követő frame-győzelemmel megnyerte a mérkőzést 18-13 arányban, elhódítva második világbajnoki címét, kilenc évvel az első címe után. Alex Higgins két győzelme óta (1972, 1982) ez volt a leghosszabb idő két világbajnoki elsőség között. A győzelemmel Higgins visszakerült a világranglista élére is.
Világbajnokként Higgins csak két negyeddöntőig jutott: a Welsh Openen és China Open. Segített megalapítani a World Series of Snooker sorozatatot, és aktívan népszerűsítette azt. A verseny célja, hogy új, az Egyesült Királyságon kívüli helyszínekre juttassa el a sznúkert. Higgins megnyerte a St. Helier-i versenyt 2008 júniusában, 6-3-ra legyőzve Mark Selby-t a döntőben. Ezen felül Higgins kezdeményezte egy új játékosszövetség, a Snooker Players Association megalakítását. 2008-ban negyedjére nyerte meg a Grand Prix-t, Ryan Day-t 9–7 arányban legyőzve a glasgow-i döntőben, ezzel első ranglistagyőzelmét aratva hazai pályán.
A 2009-es világbajnokságon Higgins Michael Holtot győzte le 10-5-re az első fordulóban. A második és harmadik körben mindkét mérkőzése a maximális 25 frame-ig tartott, 10-12 és 11-12 arányból fordítva Jamie Cope és Mark Selby ellen, így 13–12-re diadalmaskodva. Az elődöntőben 13-3 arányban vezetett, majd nyert 17–13-ra Mark Allen ellen. A döntőben Higgins 18–9-es győzelmet aratott Shaun Murphy ellen, így Joe Davis, Fred Davis, John Pulman, John Spencer, Ray Reardon, Steve Davis, Stephen Hendry és Ronnie O’Sullivan után ő lett a kilencedik játékos, aki háromszor vagy többször lett világbajnok. Steve Davis, Hendry és O'Sullivan után ő lett a negyedik, aki háromszor vagy többször nyert a Crucible-ben. Két héttel 34. születésnapja előtt Higgins lett a legidősebb győztes, mióta Dennis Taylor 1985-ben, 36 évesen hódította el a címet.
A 2009/2010-es szezonban világbajnoki címvédőként 5-6-ra kapott ki az utolsó fekete golyóval Neil Robertsontól a Grand Prix elődöntőjében; és 8–10-re Ding Junhuitól az UK Championship döntőjében, miután előző este 8–2-es vezetés után 9–8-ra verte a 8-8-ra felzárkózó Ronnie O'Sullivant-t (Neil Robertsont szintén 9–8 arányban győzte le ezen a tornán) Megnyerte a Welsh Opent Allister Carter 9–4-es legyőzésével és világelsőként fejezte be a szezont annak ellenére, hogy 11–13 arányban alulmaradt Steve Davis-szel szemben a világbajnokság második fordulójában.

### Bundavádak és a negyedik világbajnoki cím

#### Felfüggesztés
2010. május 2-án Higgins és menedzsere, Pat Mooney, a Profi Biliárd és Snooker Világszövetség (WPBSA) elnökségi tagja, bundavádak kereszttüzébe került, miután a News of the World újság egy leleplező videót készített róluk. A News of the World önmagát szervezőknek kiadó csapata április 30-án találkozott Higgins-szel és menedzserével egy kijevi hotelszobában azzal az ürüggyel, hogy a World Series of Snooker-hez kapcsolódó eseményt szervezzenek. A lap állítása szerint Higgins és Mooney beleegyezett négy frame elvesztésébe négy különböző tornán, 300 000 font fejében, és megbeszélték a részleteket is arról, hogyan, mely tornákon, mely ellenfelek ellen kell veszíteni, illetve hogyan juttatják el a pénzt a játékosnak. Higginst azonnali hatállyal felfüggesztették, míg Mooney lemondott a WPBSA-ban betöltött posztjáról. Higgins kiadott egy közleményt, miszerint soha nem vett részt egyetlen mérkőzés manipulálásában sem, és csak azért mutatkozott együttműködőnek, mert veszélyben érezte magát attól tartva, hogy az orosz maffia áll az ügy mögött.
A teljes kivizsgálást David Douglas, korábbi rendőrfőnök, a WPBSA fegyelmi bizottságának elnöke vezette. A független bíróság szeptember 7-8-i ülésén megállapította, hogy a WPBSA helyesen járt el, amikor Higgins szavainak hitelt adva visszavonta a súlyosabb bundavádakat, de bűnösnek találta a játékost abban, hogy a szabályok megszegésének 'látszatát keltette' és nem jelentette a News of the World megkeresését. Higgins hat hónapos eltiltást kapott a felfüggesztésének kezdetétől számítva, továbbá 75.000 font pénzbírsággal sújtották.

#### Visszatérés a snookerhez
Higgins 2010. november 12-én tért vissza a profi versenyzéshez az Euro Players Tour Championship németországi állomásán, Shaun Murphy 4–2-es döntőbeli legyőzésvel. Győzelmi sorozata a prágai állomáson is folytatódott, de a döntőben végül 3–4-re alulmaradt Michael Holttal szemben.
A 2010-es UK Championship versenyen, a visszatérése utáni első, brit földön rendezett tornáján zsinórban harmadik döntőjébe jutott be. 2–7 és 5–9 hátrányból fordított Mark Williams ellen úgy, hogy 7–9-es állásnál és 0–61-es ponthátránynál már sznúkerre volt szüksége. A döntő frame-ben egy 68-as breakkel biztosította be 10–9-es győzelmét. Harmadik UK címe után Steve Davis, Stephen Hendry ésRonnie O'Sullivan után Higgins lett a negyedik játékos, aki a második legjelentősebb tornát háromszor vagy többször megnyerte. A három fenti versenyen elért eredménye, ahol 19-ből 18 mérkőzést megnyert, megfelelő számú pontot hozott Higginsnek ahhoz, hogy visszaszerezze első helyét az új, kétéves, gördülő ranglistarendszerben, miután a szezon elejét kihagyva a harmadik helyre csúszott.
Higgins 2-6-ra elvesztette az első fordulós mérkőzését a 2011-es Masters-en Graeme Dott-tal szemben, majd Robert Milkins 5–3-as legyőzése után visszalépett a German Masters-ről, édesapja romló egészsége miatt, aki ezután el is hunyt a rákkal folytatott hosszú küzdelem után. Kicsit több mint két hét múlva Higgins a 2011-es Welsh Openen megvédte címét, Stephen Maguire-t 9–6-ra legyőzve a döntőben, győzelmét elhunyt édesapjának ajánlva. Higgins ezután megnyerte a Hainan Classic-ot, a döntőben Jamie Cope-ot felülmúlva. A China Openen negyeddöntőig jutott, ahol 2–5 arányban maradt alul Shaun Murphy-vel szemben. Következő tornája a 2011-es Scottish Professional Championship volt, ahol Anthony McGill-t verte 6–1-re a döntőben.
A világbajnokságon az első fordulóban Stephen Lee-t 10–5, a második fordulóban Rory McLeod-ot 13–7, míg a negyeddöntőben Ronnie O'Sullivan-t 13–10-ra győzte le. A Mark Williams elleni, 17-14-re megnyert elődöntőben egy bekiabáló zavarta meg: "Hogy nyeled le azt a háromszázezret, John? ... Te vagy a sznúker szégyene!" Higgins a döntőben 18-15-re legyőzte Judd Trumpot,megnyerve negyedik világbajnoki címét, melyet Steve Davis így kommentált "Úgy vélem. John Higgins a legjobb sznúkerjátékos, akit életemben láttam". Győzelme ellenére Higgins elvesztette az első helyet a világranglistán, az új listavezető Mark Williams lett

## Magánélete
Higgins 2000-ben vette el feleségét, Denise-t és három gyermekük született: Pierce, Oliver és Claudia.[forrás?] A Celtic FC rajongója, mérkőzéseikre rendszeresen kilátogat. Szereti a pókert. Az angol Everton mérkőzéseit is követi.
2006-ban ittasság miatt leszállították egy repülőgépről, amikor a Ken Doherty-vel szemben elvesztett Malta Cup-ról tartott haza, de a később megnyert 2007-es világbajnokságra készülve antialkoholista lett
2008-ban a A Brit Birodalom Rendjével tüntették ki.

## Fordítás
Ez a szócikk részben vagy egészben  a   John Higgins (snooker player) című angol Wikipédia-szócikk ezen változatának fordításán alapul.  Az eredeti cikk szerkesztőit annak laptörténete sorolja fel. Ez a jelzés csupán a megfogalmazás eredetét és a szerzői jogokat jelzi, nem szolgál a cikkben szereplő információk forrásmegjelöléseként.